# American Doll Posse
American Doll Posse – studyjny album piosenkarki Tori Amos. Premiera albumu w Polsce odbyła się 26 kwietnia 2007.
Na promującego ją singla wybrano piosenkę „Big Wheel”, ale ze względu na powtarzające się w tekście cztery litery MILF, które rozwijają się w bardzo niecenzuralną całość (Mother I'd like to fuck)), większość rozgłośni nie zdecydowała się na jego granie.
Na American Doll Posse znalazły się 23 kompozycje opowiedziane z perspektywy pięciu różnych kobiet: Isabel (która ma być odpowiednikiem Artemidy), Clyde (Persefona), Pip (Atena), Santa (Afrodyta) i Tori (Demeter). To właśnie głosem tej ostatniej opowiedziana jest piosenka "Big Wheel". Kolejne single to "Bouncing Off Clouds" oraz, dostępny tylko poprzez serwis Myspace, "Almost Rosey". Na każdym z koncertów z trasy promującej album, Tori występowała przebrana za Tori (Demeter) oraz inną z wymienionych wyżej postaci.

## Lista utworów
Po tytule piosenek podano imię postaci, z perspektywy której zaśpiewany jest utwór.
| 01 . | „Yo George”* (Isabel)            | 1:25    |
|      |                                  |         |
| 02 . | „Big Wheel” (Tori)               | 3:15    |
|      |                                  |         |
| 03 . | „Bouncing off Clouds” (Clyde)    | 4:06    |
|      |                                  |         |
| 04 . | „Teenage Hustling” (Pip)         | 4:02    |
|      |                                  |         |
| 05 . | „Digital Ghost” (Tori)           | 3:50    |
|      |                                  |         |
| 06 . | „You Can Bring Your Dog” (Santa) | 4:04    |
|      |                                  |         |
| 07 . | „Mr. Bad Man” (Isabel)           | 3:18    |
|      |                                  |         |
| 08 . | „Fat Slut”* (Pip)                | 0:41    |
|      |                                  |         |
| 09 . | „Girl Disappearing” (Clyde)      | 4:00    |
|      |                                  |         |
| 10 . | „Secret Spell” (Santa)           | 4:04    |
|      |                                  |         |
| 11 . | „Devils and Gods”* (Isabel)      | 0:53    |
|      |                                  |         |
| 12 . | „Body and Soul” (Pip and Santa)  | 3:56    |
|      |                                  |         |
| 13 . | „Father’s Son” (Tori)            | 3:59    |
|      |                                  |         |
| 14 . | „Programmable Soda”* (Santa)     | 1:25    |
|      |                                  |         |
| 15 . | „Code Red” (Tori)                | 5:27    |
|      |                                  |         |
| 16 . | „Roosterspur Bridge” (Clyde)     | 4:01    |
|      |                                  |         |
| 17 . | „Beauty of Speed” (Clyde)        | 4:06    |
|      |                                  |         |
| 18 . | „Almost Rosey” (Isabel)          | 5:26    |
|      |                                  |         |
| 19 . | „Velvet Revolution”* (Pip)       | 1:19    |
|      |                                  |         |
| 20 . | „Dark Side of the Sun” (Isabel)  | 4:16    |
|      |                                  |         |
| 21 . | „Posse Bonus” (Tori)             | 1:45    |
|      |                                  |         |
| 22 . | „Smokey Joe” (Pip)               | 4:19    |
|      |                                  |         |
| 23 . | „Dragon” (Santa)                 | 5:03    |
|      |                                  |         |
|      |                                  | 1:18:40 |
|      |                                  |         |